# Freycinetia minahassae
Freycinetia minahassae là một loài thực vật có hoa trong họ Dứa dại. Loài này được Koord. miêu tả khoa học đầu tiên năm 1898.